# یواس‌اس بلاندی (دی‌دی-۹۴۳)
یواس‌اس بلاندی (دی‌دی-۹۴۳) (به انگلیسی: USS Blandy (DD-943)) یک کشتی بود که طول آن ۴۰۷ فوت (۱۲۴ متر) بود. این کشتی در سال ۱۹۵۶ ساخته شد.